# Lennox
Gabriel Enrique Pizarro Pizarro (Carolina, Puerto Rico, 10 de diciembre de 1980), conocido como Lennox, es un cantante y compositor puertorriqueño de reguetón y pop urbano. También es conocido por haber sido integrante del dúo Zion & Lennox.
Como dúo, ha recibido varias nominaciones, como los premios Billboard y ASCAP, de los cuales han ganado el premio Billboard como Dúo o Grupo Latino por tres años consecutivos. En el ámbito comercial, desde 2004, sus álbumes han ingresado en las listas Top Latin Albums, donde alcanzaron la primera posición en 2016 gracias a su tercer álbum de estudio Motivan2 y a sencillos como «Embriágame» y «Otra vez».

## Biografía
Gabriel Pizarro se crio en Carolina, Puerto Rico junto a su hermano mayor, Luis, más conocido como Mackie. Afirmó que su infancia estuvo rodeada de peligros, con algunos amigos y vecinos envueltos en tráfico de drogas o muriendo en casos de violencia. Estuvo estudiando cuatro años en un bachillerato de educación física, teniendo que cancelar sus estudios luego de un accidente de auto que lo dejó con heridas en su brazo izquierdo.
Debido a eso, estuvo trabajando en ebinastería, y como medio tiempo en el aeropuerto Luis Muñoz Marín. En 1998, conoció a Félix Ortiz, uno de sus vecinos, notando que tenían intereses similares por el rap, hip hop y dancehall. Su gusto común por la música sirvió para trabajar juntos como dúo, ingresando al reguetón una vez que su hermano los invitara a cantar en 2001, abriendo las puertas para ambos. Su nombre artístico fue tomado de una película donde salían varios cantantes del hip hop, viendo que hacía juego con Zion. Belly, la película dirigida por Hype Williams, contiene a un personaje nombrado Lennox, el cual fue interpretado por el cantante jamaiquino Louie Rankin.

## Carrera musical

### Con Zion & Lennox
Una vez a su debut, forjaron su popularidad dentro de la escena under por varios años, antes de tener apariciones oficiales en compilaciones en 2003, posteriormente publican su primer álbum de estudio titulado Motivando a la Yal en 2004, en donde ambos tuvieron una participación destacada y recibiendo una recepción favorable, publicando los sencillos «Bandida» y «Doncella», e inclusive una canción como "solista" en el tema «Hace tiempo».
En su retorno, realizaron giras y conciertos durante 2008, participando en álbumes como Luny Tunes Presents: Erre XI en la canción «Invisible», y padrinarndocantantes como Eloy. Al año siguiente publicaron su primer sencillo en más de cuatro años, «Amor genuino», junto a un vídeo promocional inspirado en las películas de film noir. En noviembre de 2010, publicaron su segundo álbum de estudio como dúo titulado Los Verdaderos bajo el sello discográfico Pina Records, en donde se desprenden los sencillos «Cómo curar» y «Hoy lo siento» junto a Tony Dize.

### Como solista
A mediados de 2006 tuvieron una pausa como dúo, embarcándose en una carrera solista, del cual se desprende el álbum colaborativo Los Mero Meros, pero no salió al mercado debido a una filtración previa, con la mayoría de las canciones liberadas a Internet. A finales de 2007, apareció en el concierto Welcome to My World de Zion, en donde anunciaron su retorno como dúo. Según palabras del dúo Yaga & Mackie, ellos fueron los “portavoces” de la unión, cumpliendo un rol de negociantes. Debido a esto, la producción de un álbum solista fue descartado, quedando filtrado dos temas, «Te extrañe» y «Bailaremos».

## Vida privada
En el ámbito privado, comentó que adora el campo, donde posee una finca que le ayuda a despejarse, donde planea establecerse una vez se retire de la música, para crear un anfiteatro y potenciar las tierras; según sus palabras, "esto que compré es una total bendición".
Por otra parte, fue propietario de una línea de ropa artesanal con el nombre de Toma! Ways, la cual venía gestando desde 2005. En 2019, se ratificó el divorcio con Mónica Cintrón, quién fue su esposa por más de diecisiete años. A mediados de junio de 2021, anuncia el nacimiento de su primera hija, Estefanía Gabriela.

## Discografía

### Álbumes como Zion & Lennox
- 2004: Motivando a la Yal
- 2010: Los verdaderos
- 2016: Motivan2
- 2021: El sistema